# ブチコ
ブチコ（欧字表記：Buchiko、2012年4月27日 - ）は、日本の競走馬、繁殖牝馬。白毛の馬体に細かく鹿毛の駁（ぶち）が入った特徴的な毛色のサラブレッドとして競馬ファンの話題を集めた。
引退後は繁殖牝馬となり、2020年の阪神ジュベナイルフィリーズで白毛馬として史上初のGI制覇を、2021年の桜花賞で白毛馬として史上初のクラシック制覇を果たしたソダシ、2023年のスプリンターズステークスを制したママコチャと、2頭のGI馬を送り出している。

## 誕生と毛色について
母シラユキヒメは血統に白毛馬を含んではおらず、突然変異によって誕生したサンデーサイレンス産駒の白毛馬である。シラユキヒメの白毛は、ウマの色素細胞の分化・増殖を促しそれを体表に誘導する機能に関わるKIT遺伝子に変異があり、その機能が働かないために発現したものである。ブチコはその9番仔として2012年4月27日に北海道安平町のノーザンファームにて誕生し、母同様の白毛地に、父キングカメハメハの毛色でもある鹿毛の駁（ぶち）が胴体の大部分に細かく散っているという、サラブレッドとしては珍しい毛色を有していた。脚はほぼ白毛、耳は鹿毛、鬣（たてがみ）は白毛と鹿毛のまじり毛である（右上画像参照）。白毛については母シラユキヒメからの遺伝であり、駁については偶然部分的にのみKIT遺伝子が機能し、色素細胞が表皮に到達したことで生じたものと考えられている。この外見から、後年メディアからは「ダルメシアンのよう」とも形容された。
なお、シラユキヒメは2017年の繁殖馬登録抹消までに12頭の仔を出産し、うち本馬を含め10頭が白毛である。半兄に白毛馬初の中央競馬での勝利を挙げたホワイトベッセル、半姉に2008年の関東オークスで白毛馬初の重賞制覇を果たしたユキチャンがいる（どちらも父クロフネ）。全姉のマーブルケーキ（2011年生）はブチコ同様に白毛に細かい駁が散った毛色を持つが、こちらはやや薄い色の栗毛駁である。

## 競走馬時代

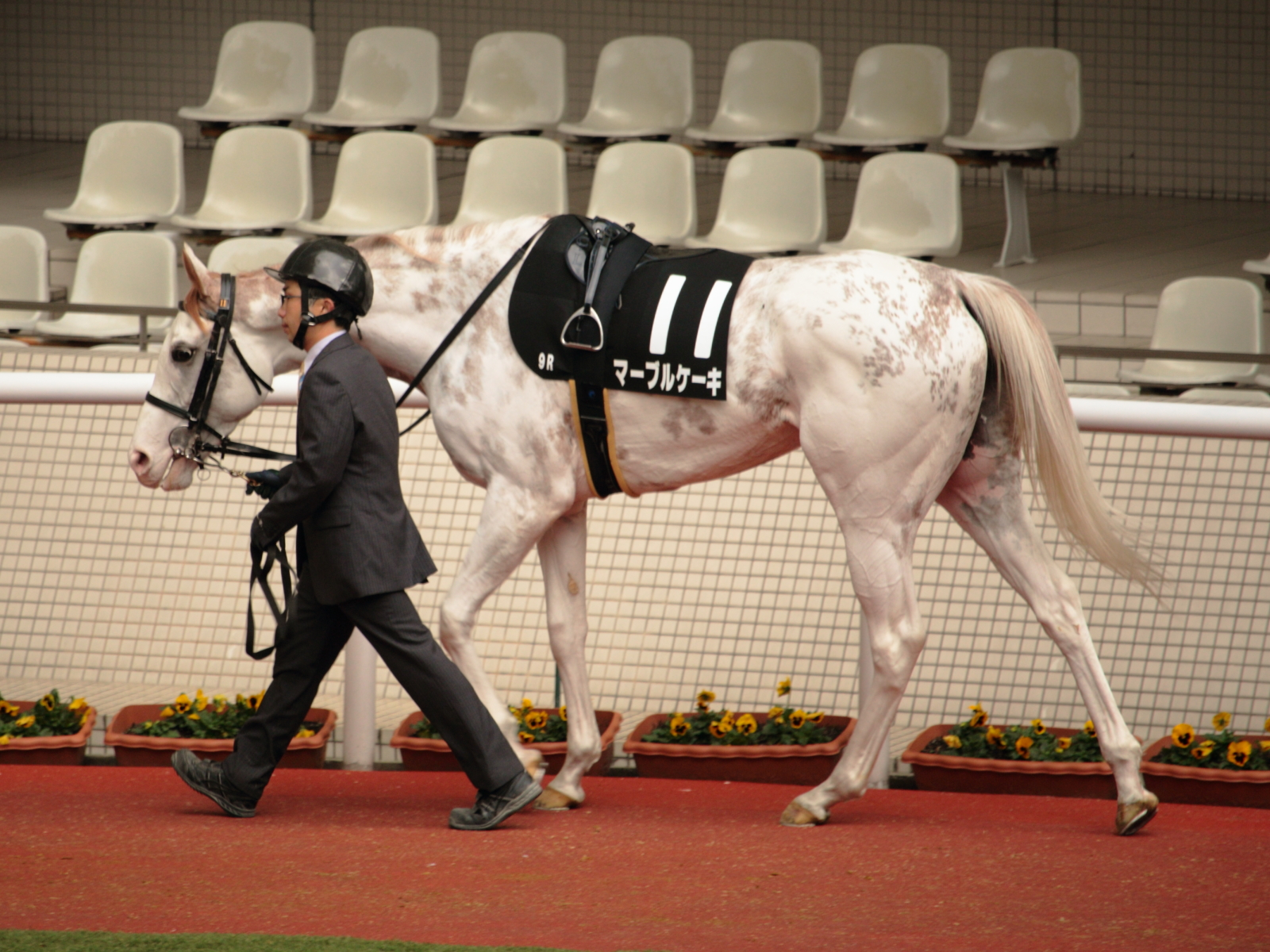
全姉マーブルケーキ（2011年生、写真は2015年）。24戦3勝、のち繁殖牝馬となった。

### デビューと異例の人気
競走馬登録に際しては、登録可能な8種類の毛色の中に駁毛という区分はなく、白毛として登録された。公益財団法人ジャパン・スタッドブック・インターナショナル（JAIRS）の定める白毛馬の規定には「被毛は全体がほとんど白色であり、わずかに有色の斑紋および長毛を有するものもある」とあり、ブチコも白毛の定義を外れてはいない。
栗東トレーニングセンターの音無秀孝厩舎に入厩し、2014年10月25日にデビュー。新馬戦から3戦芝のレースで勝てず、2歳シーズンを未勝利のまま終えたが、2015年初からダート路線に変更すると2連勝。この結果により再び芝に戻って2015年3月7日の第22回チューリップ賞に武豊の騎乗で挑み、白毛馬の桜花賞出走権獲得なるかと注目された。大外枠17番から脚を使って向正面で2番手につけ、4角まで順位を維持していたが、最終直線で脚が止まって馬群に沈み14着と惨敗した。このチューリップ賞を最後に、ブチコはダート競走にのみ出走するようになった。次走として4月14日のマリーンカップを想定していたものの賞金不足で果たせず、6月10日の関東オークスも抽選で補欠に回り出走できなかった。なお、4月5日に出走した伏竜S（2番人気6着）では、14頭の出走馬によってサラブレッドの毛色全8種（栗毛、栃栗毛、鹿毛、黒鹿毛、青鹿毛、青毛、芦毛、白毛）が勢ぞろいするという珍記録が誕生している。
ブチコはその外見から競走成績以上に人気を博し、この2015年6月からは、グッズ6種類が全国の競馬場で発売された。皐月賞・東京優駿の二冠を達成していた同世代馬ドゥラメンテですらこの時点ではストラップが製作されていた程度であり、未だ条件馬であるブチコのグッズが多数発売されたのは異例のことであった。
6月21日のユニコーンステークスでは、好スタートから3角手前で一旦は先頭に立つもその後は脚が続かず、しかし直線で粘り5着と掲示板は確保した。ユニコーンステークス後は放牧に出され、10月からレース復帰。4歳シーズンとなった2016年1月5日の1000万下戦で11か月ぶりの勝利を挙げると、3月6日の上総ステークス（中山）では1番人気に応えて3馬身差の勝利。これによりオープン馬入りを果たした。

### ゲート難による引退
オープン入り後の初戦となった2016年4月13日の第20回マリーンカップでは、単勝1.9倍の1番人気に推されていたが、ゲート入り後に逸って前扉をこじ開けて飛び出してしまい、この際右上眼瞼から出血したため競走除外となった。このレースは主催発表で5億1688万9600円の売上があったが、ブチコの除外により3億6460万7800円（70.5%）が返還対象となった。降級しての次走となった6月4日の麦秋ステークス（東京）でもゲートをくぐって放馬し、ラチに激突して左前脚付け根から出血する負傷を負い、競走除外となった。9億3109万3800円（売上の46％）が返還対象となった。また、騎乗したクリストフ・ルメールもこの放馬の際に左足を骨折し、翌6月5日の第66回安田記念で騎乗予定だったフィエロが急遽内田博幸に乗り替わりになる等の影響が出た。
2017年1月17日の雅ステークス（京都）でもゲートをくぐろうとして前扉を破壊、外枠発走となり4着に終わった。レース後、ゲート難による3度目の出走停止処分・発走調教再審査の処分が下され、音無厩舎では再審査による馬のストレスを考慮し、引退の決断を下した。

## 競走成績
以下の内容は、JBISサーチおよびnetkeiba.comに基づく。
| 競走日     | 競馬場 | 競走名         | 格       | 距離（馬場）  | 頭 数 | 枠 番 | 馬 番 | オッズ （人気） | 着順 | タイム （上り3F） | 着差 | 騎手        | 斤量 [kg] | 1着馬（2着馬）         | 馬体重 [kg] |
| ---------- | ------ | -------------- | -------- | ------------- | ----- | ----- | ----- | --------------- | ---- | ----------------- | ---- | ----------- | --------- | ---------------------- | ----------- |
| 2014.10.25 | 京都   | 2歳新馬        |          | 芝1600m（良） | 16    | 3     | 6     | 008.90（3人）   | 05着 | R1:34.5（35.3）   | -0.6 | 0浜中俊     | 54        | フミノムーン           | 476         |
| 0000.11.16 | 京都   | 2歳未勝利      |          | 芝1600m（良） | 17    | 2     | 3     | 009.30（4人）   | 02着 | R1:34.8（36.0）   | -0.0 | 0浜中俊     | 54        | アローシルバー         | 478         |
| 0000.12.13 | 阪神   | 2歳未勝利      |          | 芝1600m（良） | 14    | 6     | 9     | 002.70（1人）   | 04着 | R1:36.5（36.6）   | -0.5 | 0浜中俊     | 54        | レッドカーラ           | 470         |
| 2015.01.10 | 京都   | 3歳未勝利      |          | ダ1800m（稍） | 16    | 5     | 10    | 003.00（2人）   | 01着 | R1:53.3（35.9）   | -1.3 | 0岩田康誠   | 54        | （ティンバレス）       | 470         |
| 0000.02.01 | 京都   | 3歳500万下     |          | ダ1800m（重） | 11    | 3     | 3     | 001.70（1人）   | 01着 | R1:52.2（36.6）   | -0.6 | 0岩田康誠   | 54        | （バスタータイプ）     | 472         |
| 0000.03.07 | 阪神   | チューリップ賞 | GIII     | 芝1600m（重） | 17    | 8     | 17    | 009.00（6人）   | 14着 | R1:39.4（37.9）   | -1.7 | 0武豊       | 54        | ココロノアイ           | 470         |
| 0000.04.05 | 中山   | 伏竜S          | OP       | ダ1800m（稍） | 14    | 4     | 6     | 004.70（2人）   | 06着 | R1:53.7（38.1）   | -0.7 | 0藤岡康太   | 54        | クロスクリーガー       | 464         |
| 0000.06.21 | 東京   | ユニコーンS    | GIII     | ダ1600m（稍） | 16    | 7     | 13    | 027.90（5人）   | 05着 | R1:36.9（38.0）   | -1.0 | 0石橋脩     | 54        | ノンコノユメ           | 470         |
| 0000.10.04 | 阪神   | 3歳上1000万下  |          | ダ1800m（良） | 16    | 7     | 13    | 003.70（1人）   | 08着 | R1:53.5（38.9）   | -1.3 | 0内田博幸   | 53        | タマモネイヴィー       | 486         |
| 0000.11.01 | 京都   | 北國新聞杯     | 1000万下 | ダ1800m（良） | 16    | 2     | 3     | 004.70（2人）   | 02着 | R1:51.8（37.2）   | -0.2 | 0藤岡康太   | 52        | メイショウウタゲ       | 486         |
| 2016.01.05 | 京都   | 4歳上1000万下  |          | ダ1800m（良） | 15    | 7     | 13    | 002.80（2人）   | 01着 | R1:50.2（36.6）   | -1.7 | 0岩田康誠   | 54        | （カトラス）           | 480         |
| 0000.01.30 | 京都   | 北山S          | 1600万下 | ダ1800m（重） | 14    | 4     | 6     | 001.60（1人）   | 03着 | R1:48.7（36.5）   | -0.2 | 0岩田康誠   | 54        | キングノヨアケ         | 484         |
| 0000.03.06 | 中山   | 上総S          | 1600万下 | ダ1800m（良） | 14    | 7     | 11    | 002.30（1人）   | 01着 | R1:53.0（37.6）   | -0.5 | 0C.ルメール | 54        | （ブライトアイディア） | 478         |
| 0000.04.13 | 船橋   | マリーンC      | JpnIII   | ダ1600m（稍） | 10    | 3     | 3     |                 |      | 競走除外          |      | 0C.ルメール | 55        | ヴィータアレグリア     | 479         |
| 0000.06.04 | 東京   | 麦秋S          | 1600万下 | ダ1600m（良） | 14    | 2     | 3     |                 |      | 競走除外          |      | 0C.ルメール | 55.5      | ソルティコメント       | 486         |
| 0000.11.12 | 京都   | 観月橋S        | 1600万下 | ダ1800m（良） | 13    | 6     | 9     | 003.30（2人）   | 08着 | R1:50.6（38.4）   | -1.2 | 0浜中俊     | 55        | オールブラッシュ       | 496         |
| 0000.12.11 | 阪神   | 堺S            | 1600万下 | ダ1800m（良） | 13    | 4     | 4     | 006.70（4人）   | 04着 | R1:51.1（36.0）   | -0.1 | 0藤岡康太   | 55        | ピットボス             | 500         |
| 2017.01.17 | 京都   | 雅S            | 1600万下 | ダ1800m（重） | 15    | 1     | 1     | 003.10（1人）   | 04着 | R1:51.9（36.7）   | -0.5 | 0浜中俊     | 55.5      | コクスイセン           | 498         |

## 繁殖牝馬時代
引退後、出生地である北海道安平町のノーザンファームで繁殖牝馬となった。
2018年産の初仔であるソダシ（父クロフネ）は、母の母シラユキヒメと同じく駁のない完全な白毛馬である。芝のレースでは初となる白毛馬の新馬戦勝利を挙げ、続く札幌2歳ステークスで白毛馬として初の芝重賞勝利、そして無敗のまま迎えたキャリア4走目の2020年12月13日第72回阪神ジュベナイルフィリーズにおいて史上初となる白毛馬のGI制覇を達成、さらに2021年4月11日に第81回桜花賞で史上初の白毛馬の牝馬クラシック制覇を達成した。
この初仔の活躍により2021年にブチコは再度注目を集め、同年京都競馬場が主催した人気投票「アイドルホースオーディション」のSTEP1では9位にランクインした。STEP2の人気上位5頭がぬいぐるみ化されるという企画だったが、ブチコはぬいぐるみ化した際の毛色の再現が困難として11位だったメジロマックイーンに差し替えられ、STEP2の選考から除外されることとなった。
2019年産の2番仔ママコチャ（父クロフネ）は、牝馬クラシック戦線には乗れなかったが3歳夏に条件戦を3連勝してオープン入り。4歳春にマイルから短距離路線に転向すると2023年5月28日のリステッド競走安土城ステークスを1400mJRAレコードタイで勝利、さらに10月1日のスプリンターズステークスをGI初挑戦で制した。

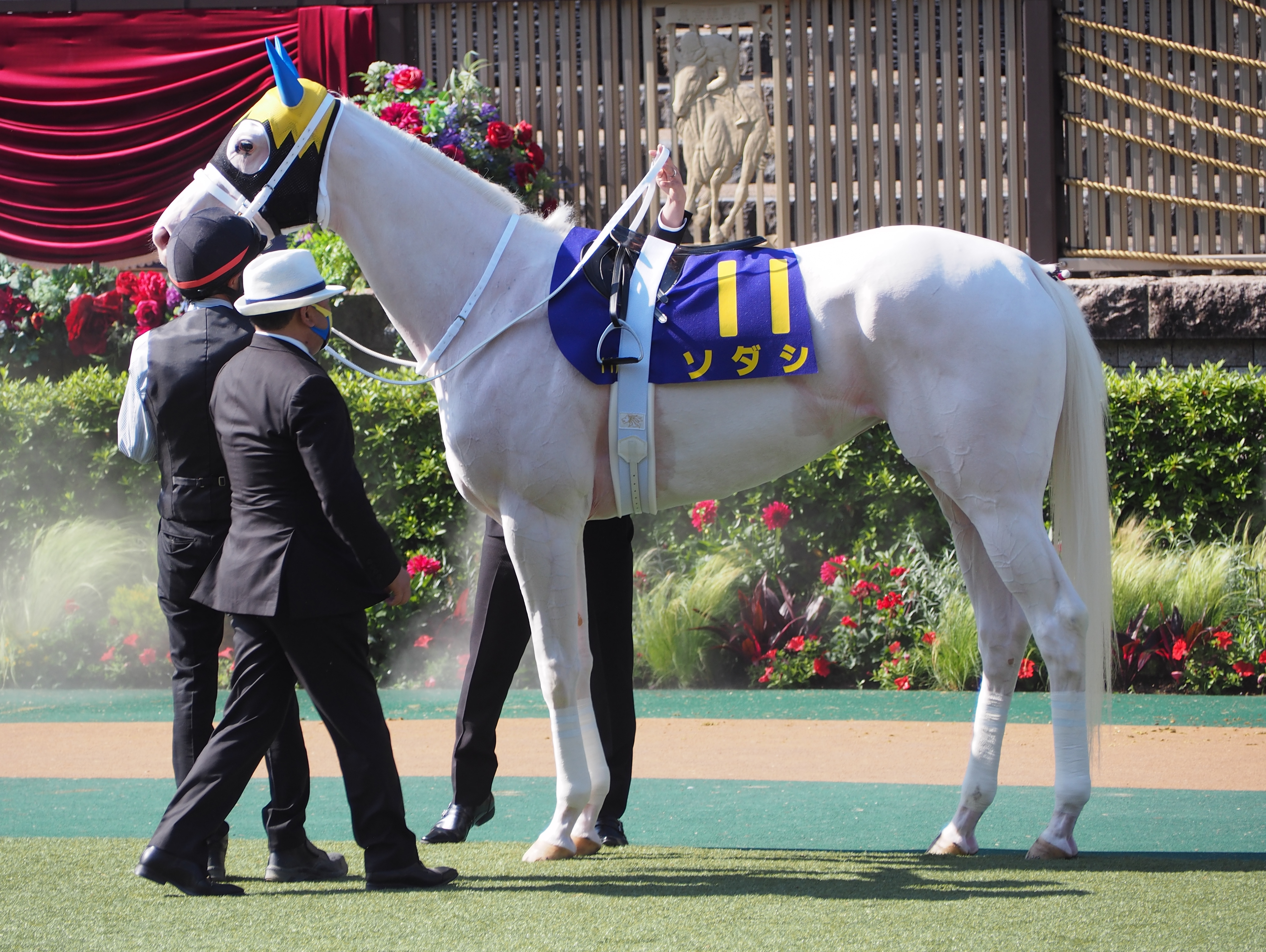
ソダシ（2018年産）
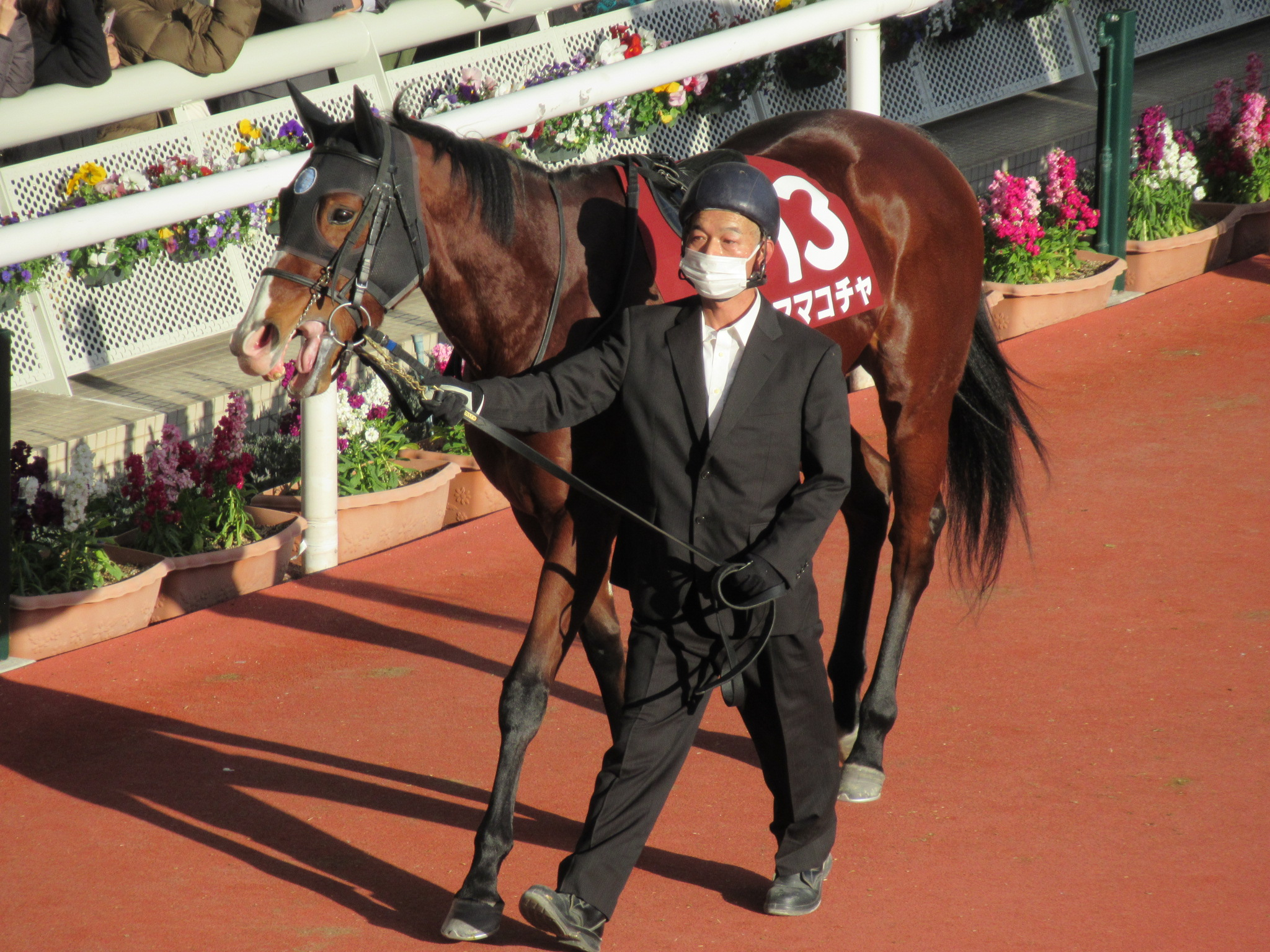
ママコチャ（2019年産）

### 繁殖成績
|       | 馬名             | 生年月日      | 性 | 毛色   | 父                 | 厩舎           | 馬主                            | 戦績                   | 主な勝鞍 | 出典          |
| ----- | ---------------- | ------------- | -- | ------ | ------------------ | -------------- | ------------------------------- | ---------------------- | --- | ------------- |
| 初仔  | ソダシ           | 2018年3月8日  | 牝 | 白毛   | クロフネ           | 栗東・須貝尚介 | 金子真人 ホールディングス（株） | 16戦7勝 （引退・繁殖） | ・阪神JF（GI） ・桜花賞（GI） ・ヴィクトリアM（GI） ・札幌記念（GII） ・札幌2歳S（GIII） ・アルテミスS（GIII） | [ 36 ] [ 37 ] |
| 2番仔 | ママコチャ       | 2019年4月5日  | 牝 | 鹿毛   | クロフネ           | 栗東・池江泰寿 | 金子真人 ホールディングス（株） | 21戦7勝（現役）        | ・スプリンターズS（GI） ・オーシャンS（GIII）                                                                  | [ 38 ] [ 39 ] |
|       | （不受胎）       |               |    |        | モーリス           |                |                                 |                        | | [ 40 ]        |
| 3番仔 | カルパ           | 2021年2月13日 | 牡 | 白毛   | モーリス           | 栗東・須貝尚介 | 金子真人 ホールディングス（株） | 19戦2勝（現役）        | | [ 41 ] [ 42 ] |
| 4番仔 | エスタア         | 2022年2月4日  | 牡 | 黒鹿毛 | モーリス           | 栗東・須貝尚介 | 金子真人 ホールディングス（株） | 4戦0勝（現役）         | | [ 43 ] [ 44 ] |
| 5番仔 | マルガ           | 2023年2月9日  | 牝 | 白毛   | モーリス           | 栗東・須貝尚介 | 金子真人 ホールディングス（株） | 1戦1勝（現役）         | | [ 45 ] [ 46 ] |
| 6番仔 | （ブチコの2024） | 2024年2月22日 | 牝 | 白毛   | ニューイヤーズデイ |                |                                 | （幼駒）               | | [ 47 ] [ 48 ] |
| 7番仔 | （ブチコの2025） | 2025年3月20日 | 牝 | 白毛   | ニューイヤーズデイ |                |                                 | （幼駒）               | | [ 49 ]        |

- 2025年7月12日現在

## 血統表
| ブチコの血統                  | ブチコの血統                                         | ブチコの血統                            | （血統表の出典）                        | （血統表の出典）  |
| 父系                          | ミスタープロスペクター系                             | ミスタープロスペクター系                | ミスタープロスペクター系                | [ § 2 ]           |
| 父 キングカメハメハ 鹿毛 2001 | 父の父Kingmambo 1990 鹿毛                            | Mr. Prospector                          | Raise a Native                          | Raise a Native    |
| 父 キングカメハメハ 鹿毛 2001 | 父の父Kingmambo 1990 鹿毛                            | Mr. Prospector                          | Gold Digger                             |                   |
| 父 キングカメハメハ 鹿毛 2001 | 父の父Kingmambo 1990 鹿毛                            | Miesque                                 | Nureyev                                 | Nureyev           |
| 父 キングカメハメハ 鹿毛 2001 | 父の父Kingmambo 1990 鹿毛                            | Miesque                                 | Pasadoble                               |                   |
| 父 キングカメハメハ 鹿毛 2001 | 父の母*マンファス Manfath 1991 黒鹿毛                | *ラストタイクーン                       | *トライマイベスト                       | *トライマイベスト |
| 父 キングカメハメハ 鹿毛 2001 | 父の母*マンファス Manfath 1991 黒鹿毛                | *ラストタイクーン                       | Mill Princess                           |                   |
| 父 キングカメハメハ 鹿毛 2001 | 父の母*マンファス Manfath 1991 黒鹿毛                | Pilot Bird                              | Blakeney                                | Blakeney          |
| 父 キングカメハメハ 鹿毛 2001 | 父の母*マンファス Manfath 1991 黒鹿毛                | Pilot Bird                              | The Dancer                              |                   |
| 母 シラユキヒメ 白毛 1996     | 母の父*サンデーサイレンス Sunday Silence 1986 青鹿毛 | Halo                                    | Hail to Reason                          | Hail to Reason    |
| 母 シラユキヒメ 白毛 1996     | 母の父*サンデーサイレンス Sunday Silence 1986 青鹿毛 | Halo                                    | Cosmah                                  |                   |
| 母 シラユキヒメ 白毛 1996     | 母の父*サンデーサイレンス Sunday Silence 1986 青鹿毛 | Wishing Well                            | Understanding                           | Understanding     |
| 母 シラユキヒメ 白毛 1996     | 母の父*サンデーサイレンス Sunday Silence 1986 青鹿毛 | Wishing Well                            | Mountain Flower                         |                   |
| 母 シラユキヒメ 白毛 1996     | 母の母*ウェイブウインド Wave Wind 1991 鹿毛          | Topsider                                | Northern Dancer                         | Northern Dancer   |
| 母 シラユキヒメ 白毛 1996     | 母の母*ウェイブウインド Wave Wind 1991 鹿毛          | Topsider                                | Drumtop                                 |                   |
| 母 シラユキヒメ 白毛 1996     | 母の母*ウェイブウインド Wave Wind 1991 鹿毛          | Storm and Sunshine                      | Star de Naskra                          | Star de Naskra    |
| 母 シラユキヒメ 白毛 1996     | 母の母*ウェイブウインド Wave Wind 1991 鹿毛          | Storm and Sunshine                      | Sea Drone                               |                   |
| 母系(F-No.)                   | 2号族(FN:2-w)                                        | 2号族(FN:2-w)                           | 2号族(FN:2-w)                           | [ § 3 ]           |
| 5代内の近親交配               | Northern Dancer M4 × S5 × S5（12.50 %）              | Northern Dancer M4 × S5 × S5（12.50 %） | Northern Dancer M4 × S5 × S5（12.50 %） | [ § 4 ]           |
| 出典                          | 1. 2. 3. 4.                                          | 1. 2. 3. 4.                             | 1. 2. 3. 4.                             | 1. 2. 3. 4.       |

- 母シラユキヒメの子孫からは、白毛馬に関する様々な初記録が出ている。ブチコの半兄に2007年に中央競馬における白毛馬初勝利を挙げたホワイトベッセル、半姉に2008年の関東オークスでの白毛馬初重賞制覇含め重賞3勝のユキチャンがいる。また半姉マシュマロ（ここまで3頭とも父クロフネ[9]）の仔ハヤヤッコ（父キングカメハメハ）は2019年のレパードステークスで白毛馬初のJRA重賞勝利を挙げた。
- 半姉ユキチャンの仔シロインジャー（父ハービンジャー）の仔にメイケイエール（父ミッキーアイル、鹿毛）がいる。